# دعوى بوليصية
ان هذه الدعوى لها عدداً من الاصطلاحات والمسميات منها اصطلاح الدعوى البوليصية: نسبة إلى البريطور بولص أحد قضاة الرومان الذي كان أول من ابتدعها.

## تعريف دعوى عدم نفاذ التصرفات
تعريف الدعوي اصطلاحا  دعوى إبطال التصرفات كما كانت تسمى في الفقه المصري بالرغم من أن الدائن لا يطلب إبطال تصرف المدين، إنما يطلب عدم سريان هذا التصرف في حقه، مع بقائه قائما بين المدين والمتصرف إليه. اصطلاح دعوى عدم نفاذ التصرفات نسبة إلى أثرها على التصرف المطعون فيه ولهذا فالأدق تغليب تسمية عدم نفاذ التصرفات بالنظر إلى وضوحها في العمل. 
وتُعْرَف هذه الدعوى بأنها وسيلة من وسائل كفالة حقوق الدائنين في الضمان العام وقد نص عليها المشرع المصري في الفصل الثالث من الباب الثاني من الكتاب الأول من القانون المدني تحت عنوان ’’ ما يكفل حقوق الدائنين من وسائل تنفيذ ووسائل ضمان ’’ (المواد 234 -264 مدني) وتهدف هذه الدعوى إلى حماية الدائنين من التصرفات التي تنقص من حقوق المدين أو تزيد من التزاماته التي قد يعمد إليها المدين إذا ساءت حالته المالية للإضرار بدائنيه والنكاية بهم، مثل التصرف بالبيع في الأموال الظاهرة كبيع منزل له لكي يخفي ثمنه عن دائنيه، وأيضا محاباة الغير من أقاربه بهبة أمواله أو بيعه إياها بثمن زهيد بخس، ومجاملة أحد الدائنين على حساب الدائنين الآخرين للإفلات من قسمة الغرماء. هذا وقد قضت محكمة النقض المصرية في خصوص دعوى عدم نفاذ التصرفات بأن: ’’ الدعوى البوليصية – وعلى ما جرى به قضاء هذه المحكمة ليست في حقيقتها إلا دعوى بعدم نفاذ التصرف الصادر من المدين إضراراً بدائنه. إنها تدخل ضمن ما يكفل به القانون حقوق الدائنين ضمن وسائل الضمان، دون أن يترتب على الحكم فيها لصالح الدائن أن تعود الملكية إلى المدين، وإنما ترجع العين فقط إلى الضمان العام للدائنين.

## شروط قبول دعوى عدم نفاذ التصرفات
تنص المادة 237 مدني على أنه: لكل دائن أصبح حقه مستحق الأداء وصدر من مدينه تصرف ضارٍ به، أن يطلب عدم نفاذ هذا التصرف في حقه، إذا كان التصرف قد انقص من حقوق المدين أو زاد في التزاماته، وترتب عليه إعسار المدين أو الزيادة في إعساره، وذلك متى توافرت الشروط المنصوص عليها في المادة التالية. ويستفاد من النص شروطاً لازمة لقبول دعوى عدم نفاذ التصرفات، منها ما يتعلق بالدائن ومنها ما يتعلق بالمدين ومنها ما يتعلق بالتصرف. وهي:
1. يشترط في الدائن أن يكون حقه مستحق الأداء، خاليا من النزاع.
2. يشترط في المدين أن يكون معسرا، وصدر منه غش.
3. يشترط في التصرف أن يكون قانونياً، ومفقراً وتالياً.

إثبات دعوى عدم نفاذ التصرفات من جانب المدعي: لأن طبيعة الدعوى البوليصية تتحدد بأنها دعوى عدم نفاذ تصرفات المدين المعسر في حق دائنيه، عندما يتحايل على أحكام الميراث بإخفاء الوصية، ولأن الوصية بطبيعتها تعتبر تبرعاً مضافاً إلى ما بعد الموت، فإن إثبات هذا التحايل يقتضي إثبات عنصرين: الأول، إثبات قصد التبرع، والثاني، إثبات إضافة التمليك إلى ما بعد الموت. وتسهيلاً على المدعي أقام المشرع المصري قرينتين قانونيتين اعتبر فيهما التصرف في حكم الوصية، أولهما تتعلق بالتبرع في مرض الموت – المنصوص عليها في المادة 916 مدني، وثانيتهما تتعلق بالتصرف إلى وارث مع احتفاظ المورث بحقه في الحيازة والانتفاع مدى الحياة المنصوص عليها في المادة 917 مدني.

## آثار دعوى عدم نفاذ التصرفات
أولاً: آثار دعوى عدم نفاذ التصرفات بالنسبة إلى الدائن: 
1. عدم نفاذ التصرف في حق الدائن.
2. عدم مضي الدائن في الدعوى إذا استوفى حقه.
3. استفادة جميع الدائنين الذين صدر التصرف إضراراً بهم.

ثانياً: آثار دعوى عدم نفاذ التصرفات بالنسبة إلى المتعاقدين: 
1. بقاء التصرف المطعون فيه قائما بين المتعاقدين.
2. قيام التعارض بين المبدأين عدم نفاذ التصرف وبقاء التصرف قائماً.